# Daniel Conceição Silva
Daniel Conceição Silva (10 oktober 1970), ook wel kortweg Daniel genoemd, is een voormalig Braziliaans voetballer.

## Carrière
Daniel Conceição Silva speelde tussen 1997 en 2002 voor Kyoto Purple Sanga en Kyoto Purple Sanga.